# Song Ningzong
Song Ningzong (宋宁宗), född 1168, död 1224, var den trettonde kejsaren under den kinesiska Songdynastin (960-1279) och regerade 1194–1224. Hans personliga namn var Zhao Kuo (赵扩).
Kejsar Ningzong tillträdde kejsartronen år 1194 efter att hans far kejsare Guangzong abdikerat. Kejsare Ningzong, liksom hans företrädare och efterträdare har betraktats som tre enfaldiga och inkompetenta ledare.
Efter att Ningzong avlidit 1224 efterträddes han av sin adoptivson kejsare Lizong. Kejsare Ningzong begravdes liksom sex av Södra Songs kejsare i Shaoxing, Zhejiang.